# Echinops prionolepis
Echinops prionolepis là một loài thực vật có hoa trong họ Cúc. Loài này được Bornm. & Mattf. mô tả khoa học đầu tiên năm 1940.